# Rubén Garabaya
Rubén Garabaya Arenas (Avilés, Asturias, 15 de setembro de 1978) é um ex-jogador espanhol de handebol que jogou pelo CB Ciudad de Logroño. Possui 2,01 m e 107 kg.
Ele participou da Seleção Espanhola, que conquistou a medalha de bronze nos Pequim 2008.